# Muzeul Național de Istorie și Artă din Luxemburg
Muzeul Național de Istorie și Artă este un muzeu situat în orașul Luxembourg, în sudul Luxemburgului. Este dedicat afișării de opere și artefacte din toate epocile istoriei luxemburgheze. Muzeul este situat în Fishmarket, centrul istoric al orașului, în cartierul Ville Haute.

## Istorie

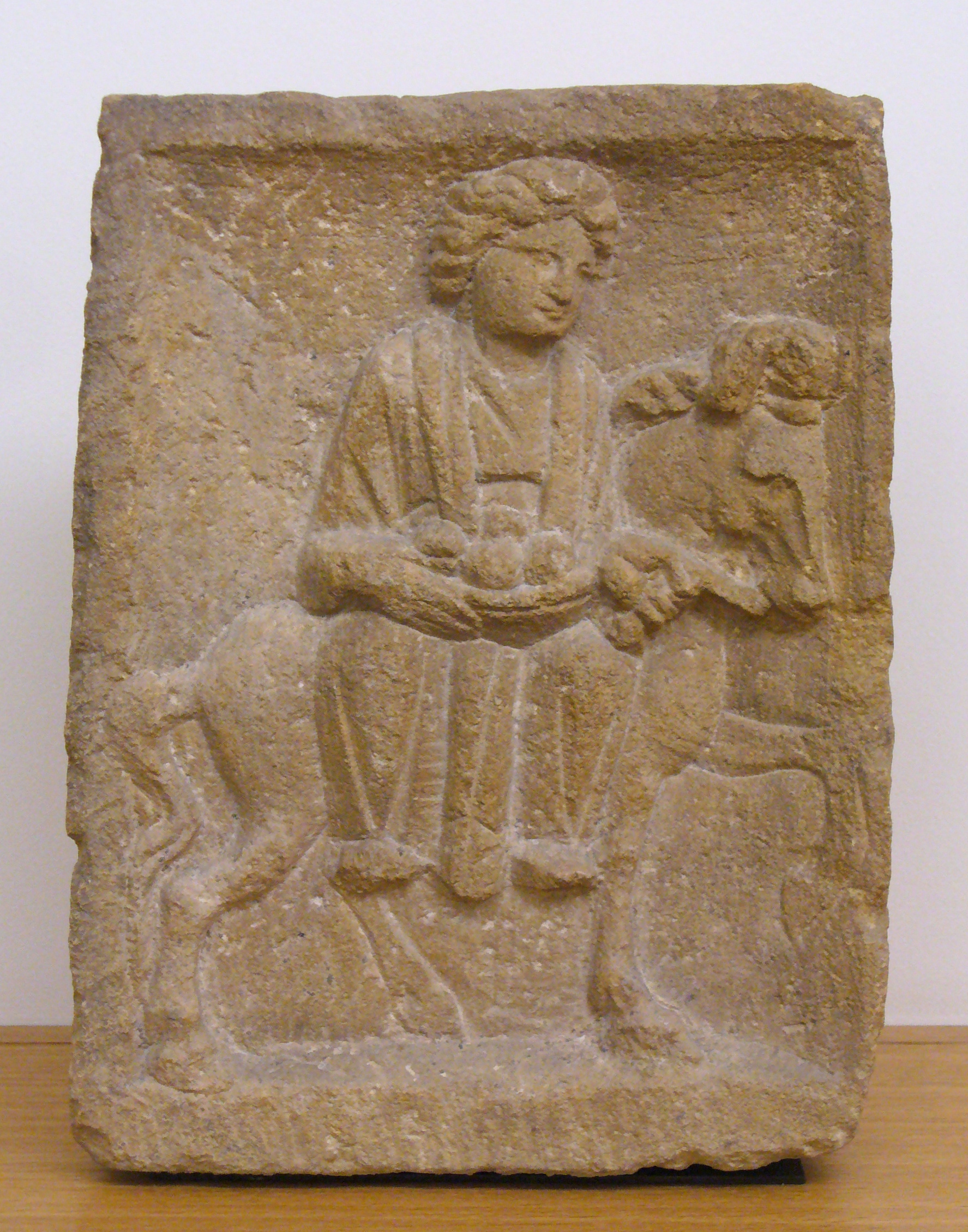
O sculptură romană din Dalheim

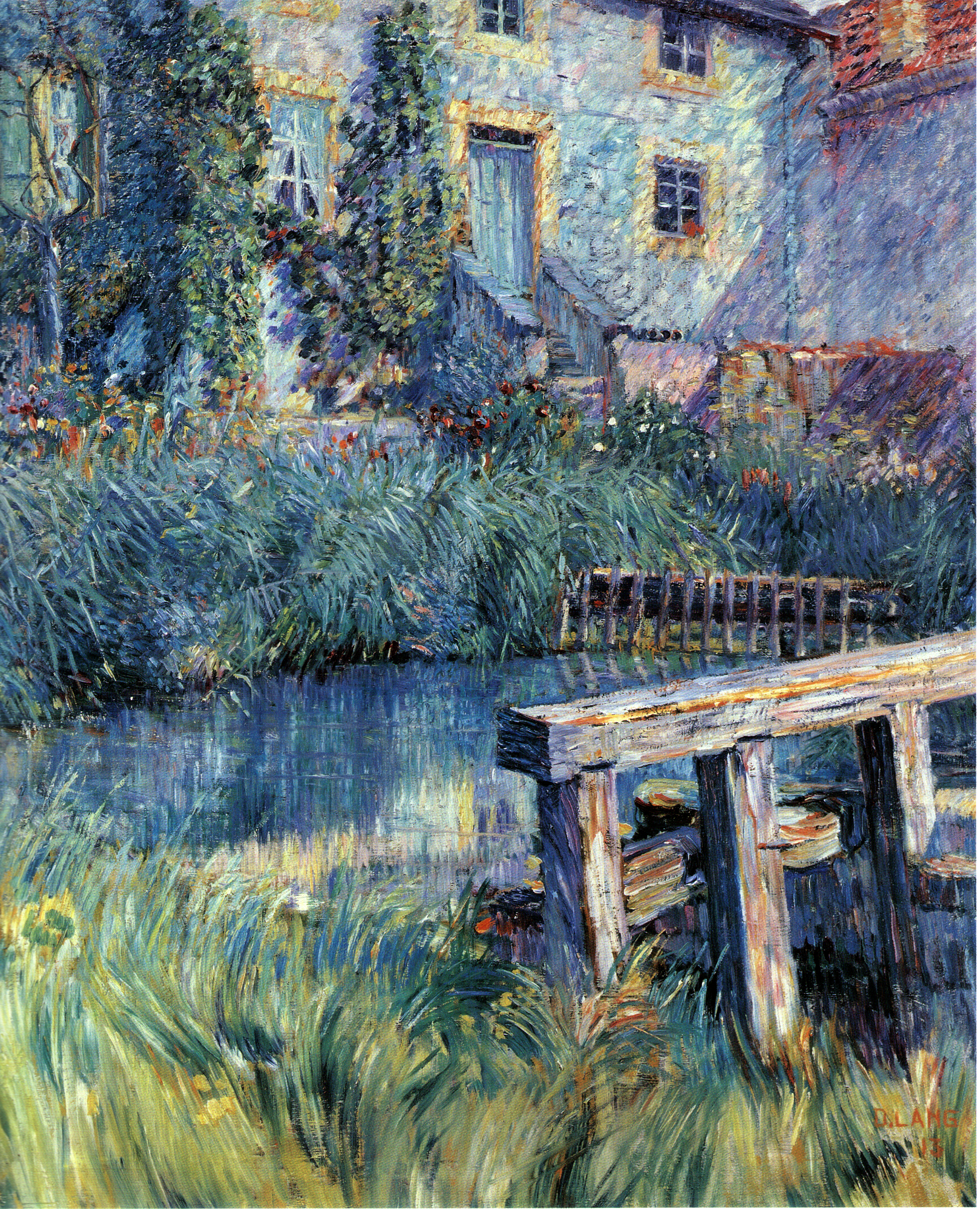
Barajul, 1913, de Dominique Lang, este inclus în colecția muzeului

Prima propunere pentru un astfel de muzeu a fost făcută în cursul ocupației franceze petrecută în timpul Războaielor Revoluționare, când Luxemburgul a fost anexat departamentului Forêts. Cu toate acestea, muzeul nu a fost niciodată deschis, în ciuda exproprierii mai multor artefacte de la biserică.
Odată cu afirmarea independenței Luxemburgului în temeiul Tratatului de la Londra din 1839, a apărut un interes mai mare al luxemburghezilor în promovarea istoriei țării lor. În 1845, istoricii și arheologii au format „Societatea pentru studiul și conservarea monumentelor istorice din Marele Ducat al Luxemburgului”, cunoscută în mod obișnuit drept „Societatea Arheologică”. Societatea a preluat responsabilitatea de a menține o colecție de antichități istorice din Ateneul Luxemburgului.
În 1868, Societatea a primit un impuls de la înființarea Institutului Royal-Grand Ducal, printre responsabilitățile cărora a fost conservarea colecțiilor arheologice.
Muzeul a fost extins cu o nouă clădire proiectată de Christian Bauer et Associés, deschisă în 2002.